# Királyi jóváhagyás

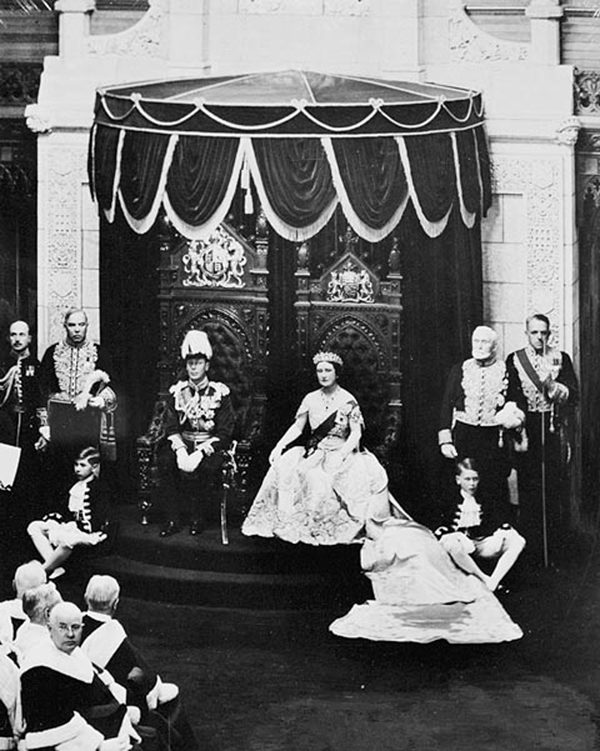
VI. György megadja a királyi jóváhagyást törvényekhez a kanadai szenátusban 1939. május 19-én. Mellette ül Erzsébet királyné

A királyi jóváhagyás (angolul royal assent) az az aktus, amellyel egy alkotmányos monarchia uralkodója (vagy helyettese) formálisan hozzájárul egy törvényhez, amelyet az adott ország parlamentje már meghozott, de a királyi jóváhagyás nélkül még nem léphetett életbe. A jelenleg létező monarchiák nagy többségében ez nem sokkal több, mint formalitás. Még az olyan országokban is, amelyekben a monarcha megtagadhatja a jóváhagyást (mint az Egyesült Királyság, Norvégia és Liechtenstein), ezt szinte sohasem teszi, kivéve súlyos szükséghelyzetben, vagy a kormánya javaslatára. Az európai monarchiákban a korábban gyakran gyakorolt királyi vétó a 18. század óta ritkává vált.
A királyi jóváhagyás aktusát néha ceremónia kíséri. Az Egyesült Királyságban az uralkodó személyesen is megjelenhet a Lordok Házában ebből a célból, vagy lordmegbízottat nevezhet ki, aki bejelenti, hogy az ünnepi eseményre a westminsteri palotában kerül sor. Általában azonban a királyi jóváhagyást pátenslevélben adják meg, külön ceremónia nélkül. Másutt, mint például Ausztráliában, a főkormányzó egyszerűen aláírja a törvényt. Kanadában a főkormányzó személyesen is megadhatja a jóváhagyást a szenátusban tartott ceremónián, vagy egyszerűen csak értesíti a parlamentet egy írott deklarációban.

## Fordítás
Ez a szócikk részben vagy egészben  a   Royal assent című angol Wikipédia-szócikk ezen változatának fordításán alapul.  Az eredeti cikk szerkesztőit annak laptörténete sorolja fel. Ez a jelzés csupán a megfogalmazás eredetét és a szerzői jogokat jelzi, nem szolgál a cikkben szereplő információk forrásmegjelöléseként.